# Diszkerin
A H/ACA ribonukleoprotein-komplex, 4. alegység (más néven diszkerin) a DKC1 gén által kódolt fehérje.
A diszkerin pszeudouridin-szintáz, a TruB enzimcsalád tagja. 514 aminosavból álló 58 kDa-os L alakú fehérje. A telomeráz aktivitásához fontos a telomeráz-RNS-komponens (TERC) mennyiségének növelése miatt.
A H/ACA snoRNP-k (kis nukleoláris ribonukleoproteinek) családjának tagja. Ezek számos rRNS-feldolgozó és -módosító szereppel rendelkeznek, és két családba sorolják, ezek a C/D és a H/ACA. A H/ACA snoRNP-k közé tartozik még a NOLA1, 2 és 3 is. Az e gén által kódolt és a 3 NOLA-fehérje a sűrű fibrilláris nukleóluszrészekhez és a sejtmag Cajal-testeihez kerül. A 18S-rRNS-termelést és az rRNS-pszeudouridilációt is gátolja a 4 fehérje bármelyikének csökkent mennyisége. A gén által kódolt fehérje a Saccharomyces cerevisiae Cbf5p és a Drosophila melanogaster Nop60B fehérjéihez hasonlít. A gén farok-farok elrendezésben van a palmitoil-eritrocitamembránfehérjéével (MPP1) és telomer-centromer irányban történik transzkripciója. Találtak nukleotidszubsztitúciókat és trinukleotid-ismétlődéses polimorfizmusokat is a génben. A gén mutációi X-kapcsolt dyskeratosis congenitát okoznak.

## Funkció
Proteomikai és RNS-immunprecipitációs szekvenciaanalízis alapján a DKC1 számos riboszomális fehérje mRNS-éhez köt és expressziójukat stabilizálja.

## Klinikai jelentőség
A DKC1 mutációi összefüggnek a Hoyeraal–Hreidarsson-szindrómával, és a sejtproliferáció gátlása révén X-kapcsolt keratosis pilaris congenitát okoznak.

### Tumorok
A vastagbélrákban és a gliómában a DKC1 a ráksejt-proliferációt befolyásoló fontos szabályzó, továbbá növeli a sejtek túlélési arányát.
Az 1. prosztatarák-asszociált átirat lncRNS kölcsönhat a DKC1-gyel, annak proliferációját és invázióját segítve.

### Gyógyszerészeti jelentőség
Az 5-fluoruracil és a pirazolin gátolják a DKC1-et, így a sejtproliferációt is. A DKC1-túlexpressziós betegekben a pirazofurán terápiás hatása nem ismert, noha csökkenteni tudja a DKC1-szintet.

## Fordítás
Ez a szócikk részben vagy egészben  a   Dyskerin című angol Wikipédia-szócikk ezen változatának fordításán alapul.  Az eredeti cikk szerkesztőit annak laptörténete sorolja fel. Ez a jelzés csupán a megfogalmazás eredetét és a szerzői jogokat jelzi, nem szolgál a cikkben szereplő információk forrásmegjelöléseként.